# Carl Magnusson
Carl Magnusson (* 8. März 1940 in Malmö) ist ein schwedischer Industriedesigner, Erfinder und Dozent.

## Leben
Carl Gustav Magnusson wurde in Malmö geboren, wuchs aber in Toronto und Vancouver auf. Er studierte Architektur und Design an der University of Idaho und an der Technischen Hochschule Chalmers im schwedischen Göteborg. 1966 arbeitete er bei Charles and Ray Eames in Kalifornien, machte sich aber bald darauf im Studio von Rudolph Michael Schindler in West Hollywood selbstständig.
1976 begann er bei Knoll International als Director of Graphics and Showroom Design und stieg bald zum Designdirektor für Europa auf. Er gestaltete sogenannte „Showrooms“ für Knoll in London, Frankfurt am Main und Stuttgart, in Zürich, in Florenz, Turin und Rom, sowie in Amsterdam. 1993 wurde er Senior Vice President, Director of Design Worldwide und schließlich 2003 Executive Vice President, Director of Design. Er war Mitgründer des Knoll-Museums in East Greenville (Pennsylvania), wo sich eine der umfassendsten Sammlungen zur Möbelherstellung befindet.  
Magnusson gestaltete Arbeiten für Knoll, Teknion, Stegner Engineering, Arexit und, zusammen mit seiner Frau Emanuela Frattini Magnusson, den MoMA Design Store. 2005 gründete er CGM Design (auch Carl Gustav Magnusson Design), das die Hersteller von Möbeln und Automotiven bei der Produktentwicklung und bei Designstrategiefragen berät. Magnusson lehrte Design, etwa bei BMW, am American Institute of Architects oder bei Waterworks. 
2012 erhielt Magnusson den Contract Magazine Legend Award und noch im selben Jahr den Chicago Atheneum Good Design Award sowie zahlreiche andere Auszeichnungen.